# 프리모르스코노트란스카 통계 지방

프리모르스코노트란스카 통계 지방의 위치

프리모르스코노트란스카 통계 지방(슬로베니아어: Primorsko-notranjska statistična regija)은 슬로베니아 남서부에 위치한 통계 지방으로 최대 도시는 포스토이나이며 면적은 1,456km2, 인구는 52,551명(2015년 기준), 인구 밀도는 36명/km2이다.
크로아티아와 국경을 접하며 6개 지방 자치체가 이 지방에 속한다. 지방의 경제는 서비스업이 55.8%, 공업이 36.8%, 농업이 7.4%를 차지한다.

## 지방 자치체
- 블로케
- 체르크니차
- 일리르스카비스트리차
- 로슈카돌리나
- 피브카
- 포스토이나